# オラヴィツァ・バジアシュ鉄道
オラヴィツァ・バジアシュ鉄道（ルーマニア語:Calea ferată Oraviţa-Baziaş）は、かつて存在した鉄道路線であり、ルーマニアおよびセルビアで最古の鉄道である。路線は1854年8月20日に、当時オーストリア＝ハンガリー帝国支配下であったバナト地方、ヴルシャツ近くの、現在のセルビアとルーマニアの国境にあたる地域で、アニーナ（Anina）からオラヴィツァ（Oraviţa / Oravica）を経てドナウ川に至るまでの交通を確保するため、帝立王立オーストリア国鉄（Imperial Royal Austrian State Railways; StEG）によって開通した。
オラヴィツァから、ヤセノヴォ（Jasenovo）、ベラ・ツルクヴァ（Bela Crkva）を経て、ドナウ川に面したバシアシュ（Baziaş / Bazijaš）までを結んでいた。1856年からは旅客輸送も開始されている。
この路線のうち、ルーマニア領のオラヴィツァからセルビア国境のヤム（Iam）までの区間は、現在もルーマニア国鉄（Căile Ferate Române）によって運営されている。ヤムからセルビア領のヤセノヴォ、ベラ・ツルクヴァを経てルーマニア領のバシアシュに至る区間は廃止され、鉄道は存在しない。